# Battaglia dello Stoss
La battaglia dello Stoss (in tedesco Schlacht am Stoss) fu uno scontro armato avvenuto il 17 giugno 1405 presso il passo dello Stoss tra le forze di Appenzello e l'esercito del Ducato d'Austria nell'ambito delle Guerre di Appenzello. La battaglia si concluse con la vittoria degli Appenzellesi.

## La battaglia
Nel corso delle Guerre d'Appenzello, l'esercito austriaco penetrò con un esercito di più di 1200 uomini nel territorio appenzellese. Questi ultimi, all'approssimarsi dell'esercito avversario, avevano tolto l'assedio da Altstätten appostandosi sulle alture per tendere un'imboscata.
L'esercito austriaco, senza aver fatto una ricognizione, forzò la Letzi, rimasta senza difesa, posta poco sotto il passo. Il tempo piovoso rese difficoltoso ai combattenti, affaticati nelle loro armature, l'utilizzo delle balestre e i cavalli scivolarono sul terreno sdrucciolevole. Sorpreso da un fitto lancio di sassi e dall'assalto con le alabarde degli Appenzellesi, l'esercito austriaco fu disperso e messo in fuga.

## Conseguenze
Le perdite austriache ammontarono a 400 uomini, quelle appenzellesi a 20. La battaglia è commemorata dal 1597 dagli abitanti di Appenzello Interno con un pellegrinaggio annuale alla cappella dello Stoss. Alla battaglia dello Stoss si riallacciano le tradizioni leggendarie di Uli Rotach, delle virtù belliche delle donne Appenzellesi e dei conti von Werdenberg.